# 鄭麗君
鄭麗君（1969年6月19日—），中華民國政治人物，民主進步黨籍，現任行政院副院長、總統府國家氣候變遷對策委員會副召集人，曾任中華文化總會副會長、青平台基金會董事長、文化部部長、蔡英文參選新北市市長暨總統競選總部發言人、台灣智庫執行長、行政院青年輔導委員會主任委員及立法委員。

## 早年
鄭麗君出生於臺北市，父親來自苗栗縣苑裡鎮。自臺北市立第一女子高級中學畢業後，就讀國立臺灣大學哲學系，1992年畢業。就讀臺大期間創立布袋戲劇團「臺大掌中劇團」，並於1988年至1989年間擔任創團社長。接著留學法国，1995年取得巴黎第十大学政治、經濟、社會哲學碩士。先後就讀於社会科学高等学院歷史與文明碩士班、制度經濟學碩士班，1997年成為巴黎第十大學哲學博士候選人。1996年至1997年擔任「留法臺灣同學會」發起人兼會長。2001年至2003年，在東吳大學政治系擔任兼任講師。

## 早期從政生涯
2001年至2004年擔任台灣智庫辦公室主任。2004年5月20日，就任行政院青年輔導委員會主任委員。2008年初卸任青輔會主委後，接任台灣智庫執行長，並參與第二次政黨輪替後的民進黨施政總檢討，與蔡英文參選2012年總統前的十年政綱準備工作。

## 立法委員

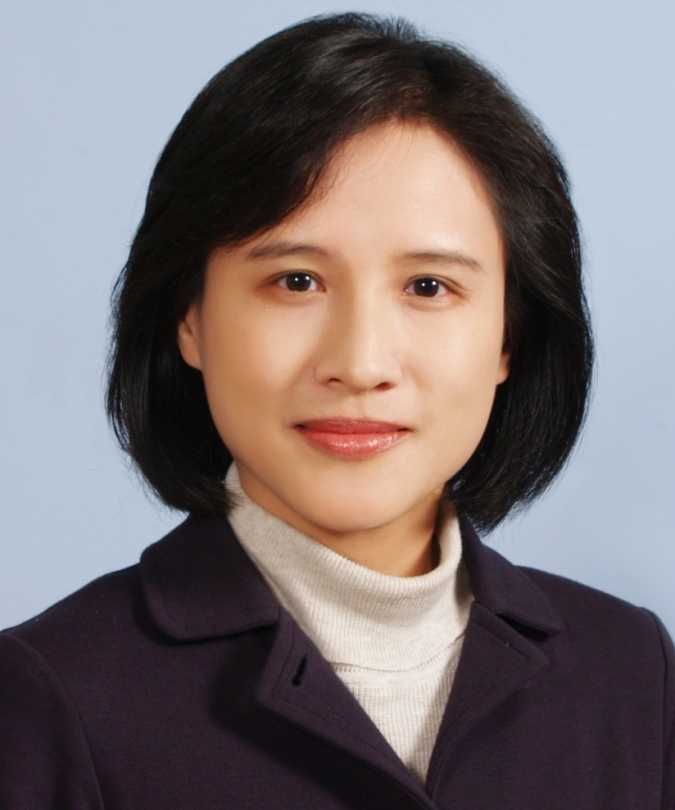
立法院官方肖像

2012年2月1日至2016年5月19日，擔任中華民國第八、九屆不分區立法委員。
2012年12月，教育部以天氣寒冷為由發文關心參與「反媒體壟斷」抗議的學生。被學生質疑為教育部監控學生運動，製造白色恐怖。後「反媒體巨獸聯盟」成員、清華大學學生陳為廷於立院批評教育部部長蔣偉寧偽善、不知悔改，長達十五分鐘。國民黨立委洪秀柱批評此舉動道德崩盤，也批評教委會召委鄭麗君沒有按照規矩主持會議。被質疑放任學生在立法院痛罵教育部部長蔣偉寧的行為，引發「踐踏國會、官員」爭議。對此邀學生到場的鄭麗君表示，學生是受立委依法邀請來「備詢」，表達社會真實聲音，並沒有「質詢」官員。且學生是公民，享有一切公民、成年人的權力，不需再干涉指點其發言內容如何。
2013年2月25日，鄭麗君召開「核四停建、不會缺電」記者會指控台電做假帳，稱其「透過出力參數動手腳，高估用電需求，低估發電能力，先大藏私房電，再恐嚇人民會缺電」，引起社會議論。
2013年9月爆發九月政爭。對此鄭麗君表示，政爭本質是馬英九政府急著通過海峽兩岸服務貿易協議，為以後兩岸貨品貿易協議、兩岸和平協議鋪路。其主張面對總統黑手伸進國會，國會應強化自主性、維護尊嚴、抵制獨裁。並質疑卢森堡首相陷入監聽案就下台，為何我國總統、檢察總長非法監聽卻不必下台，要求立院成立「九月政爭文件調閱委員會」還給國人真相，人民則採取任何可能的方式與總統對決以追究責任。

## 文化部部長
2016年5月20日，就任文化部部長。

### 立委任內凍結文化部預算
2016年7月4日，文化部年度預算仍有新台币2億7千多萬元遭凍結，需提出6個專案報告並經立法院同意才能解凍，而6案中有5案是文化部長鄭麗君過去在擔任立委期間所主張，形成文化部「自己預算自己凍」的局面，鄭麗君至立法院教育文化委員會專案報告，針對6項預算解凍爭取立院支持。

### 推行「部部是文化部」理念
2017年9月27日，鄭麗君表示，文化具整體性，單靠文化機關推動很辛苦，目前中央跨部會固定舉行文化會報，推行「部部是文化部」的理念，強調政府施政應重文化治理，鼓勵各地文化局和文化部都能突破疆界，邀請跨部會、跨局處進行文化治理。

### 「文化資產保護法」修正案
2016年7月12日，立法院通過《文化資產保存法》修正案，是自1982年《文資法》制定執行以來，歷次修正幅度最大，而影響層面最廣的一次，特別強化文化資產保存工作及台灣土地與歷史之連結。
2017年9月3日，在「全國文化會議」上，鄭麗君表示新版《文資法》37項子法已陸續公布，37項子法中增訂公民參與機制、審議專業化及透明化、利益迴避機制、暫定古蹟時效性等規範，並加強列冊追蹤與文化資產價值評估與研究。鄭麗君並在會上宣佈，一年內召開「文化資產全國會議」。
2018年「全國文化資產會議」，歷經四個月，舉辦12場論壇。2018年9月12日，鄭麗君在全國大會閉幕時總結民眾建言，提出未來修正《文資法》的方向，其中針對私人古蹟、私有文資的去留議題，將成立容積銀行，表示不排除由政府編列預算鑑定收購。鄭麗君表示，「唯有文化保存做得成功，才能讓國家帶著靈魂往前走」。

### 年度文化預算首次超過總預算1%
2018年8月23日，文化部所列公務預算數額，首度突破200億元，達202.83億元。鄭麗君表示，過去文化部預算成長多以興建設施的公共建設計畫為大宗，而新一年度預算在「基本運作需求及法律義務支出」達124.48億元，成長15.9%，成長幅度達歷年新高。基本運作增加的預算，將可投注更多資源在軟體層面，優化文化部核心業務、落實文化扎根。

### 催生文策院 以國家隊振興市場
2018年4月7日，針對國內ACG（動漫遊戲）、影音等文化產業發展困境，鄭麗君接受專訪表示，文化部希望成立類似韓國文化產業振興院的文化內容策進院（簡稱文策院），透過國發基金，框列60億元作為文策院預算，希望點燃文化產業，並帶進民間資金。她預估將在2到3年內將產業生態鍊重整後，從組織、法案、預算、通路政策到位。
2018年4月底，文化部開辦「文化內容投資計畫」。鄭麗君表示，包括國發基金匡列100億、加上前瞻基礎建設4年41.8億預算，總數141.8億元全數到位，並將引進民間更多資金共同投入，聚焦影視音、ACG、出版等7大產業投資。
2018年12月25日，立法院三讀通過《文化內容策進院設置條例》，文化部表示文策院將於2019年上半年掛牌成立，加速健全文化內容產業生態系。

### 賴清德內閣總辭 獲蘇貞昌挽留
2019年1月11日，前行政院院長賴清德率內閣總辭，鄭麗君當天臉書上發文，表示階段性任務完成，將離開政府團隊。她認為先前2018年地方大選後應該一同為敗選負責，且文化部階段性任務完成，因而決定離開。
文化圈發動挽留部長連署，由電影工作者王師、影評與廣告人吳國維發起，計有1,513人連署；吳國維表示，鄭麗君任內的法案與政策方向都很明確而重要，接下來是施行的關鍵時刻，若鄭麗君離開，恐將使國家重大文化政策陷入難以預知的變數與風險。
2019年1月13日，鄭麗君第三度獲新閣揆蘇貞昌懇切邀請，以及民間連署的支持，決定留任。鄭麗君表示，「文化部的使命不在於治理文化，而在於文化治理，希望能將文化視野帶入政府體制，融入國家發展的思維」。

### 推動中正紀念堂轉型
2017年2月10日，文化部邀請專家與學者，成立「中正紀念堂轉型推動諮詢小組」，協助推動社會討論，針對為何轉型、轉型後用途、城市規劃等層面，透過社會的對話與反思來凝聚共識。由於2017年適逢二二八事件70週年暨解嚴30週年，鄭麗君認為在追求歷史真相的過程中，基於「面對歷史、正視傷痛、尊重人權」，中正紀念堂有必要進行轉型，文化部將面對歷史，提出修法推動中正紀念堂轉型。鄭麗君也強調，推動轉型正義不是要「去蔣化」，相反的，是要「面對他」。文化部除了籌組專家諮詢小組、建置轉型資訊平臺網站、舉辦藝術策展，並辦理12場審議式民主願景工作坊，以期促進社會對話。
2017年2月27日，為尊重二二八紀念活動，避免社會對立，中正紀念堂於2月28日閉館一天。鄭麗君表示在轉型修法未完成前，未來每年2月28日都循此模式辦理。
2017年12月5日，《促進轉型正義條例》通過，鄭麗君表示將依規定，持續進行社會討論，凝聚共識，推動中正紀念堂的轉型真正達成空間解嚴。
2019年1月22日，鄭麗君在參加「關懷演藝人員春節餐會」敬酒時，遭資深藝人鄭惠中掌摑。事後鄭惠中表示，她反對鄭麗君推動去蔣化，還表示：「我本來想要賞她兩巴掌，」又說：「我只賞她一巴掌，已經太便宜她！」在各界譴責暴力時，國民黨副主席郝龍斌回應認為此事件是「官逼民反」。總統蔡英文除了致電鄭麗君打氣外，也表示對任何議題應該理性討論，不要助長非理性暴力行為。
2019年1月23日，在鄭惠中道歉後，鄭麗君召開記者會表示，中正紀念堂轉型不應簡化為「去蔣化」，她認為轉型正義並非撕裂族群，是在認識歷史後重新思考中正紀念堂該如何轉型、變得不一樣，是「再民主化」。她也強調轉型正義並非要去除任何領導人的歷史記憶，而是要誠實面對過去被湮沒、被刻意遺忘的人權受害歷史。

## 行政院副院長

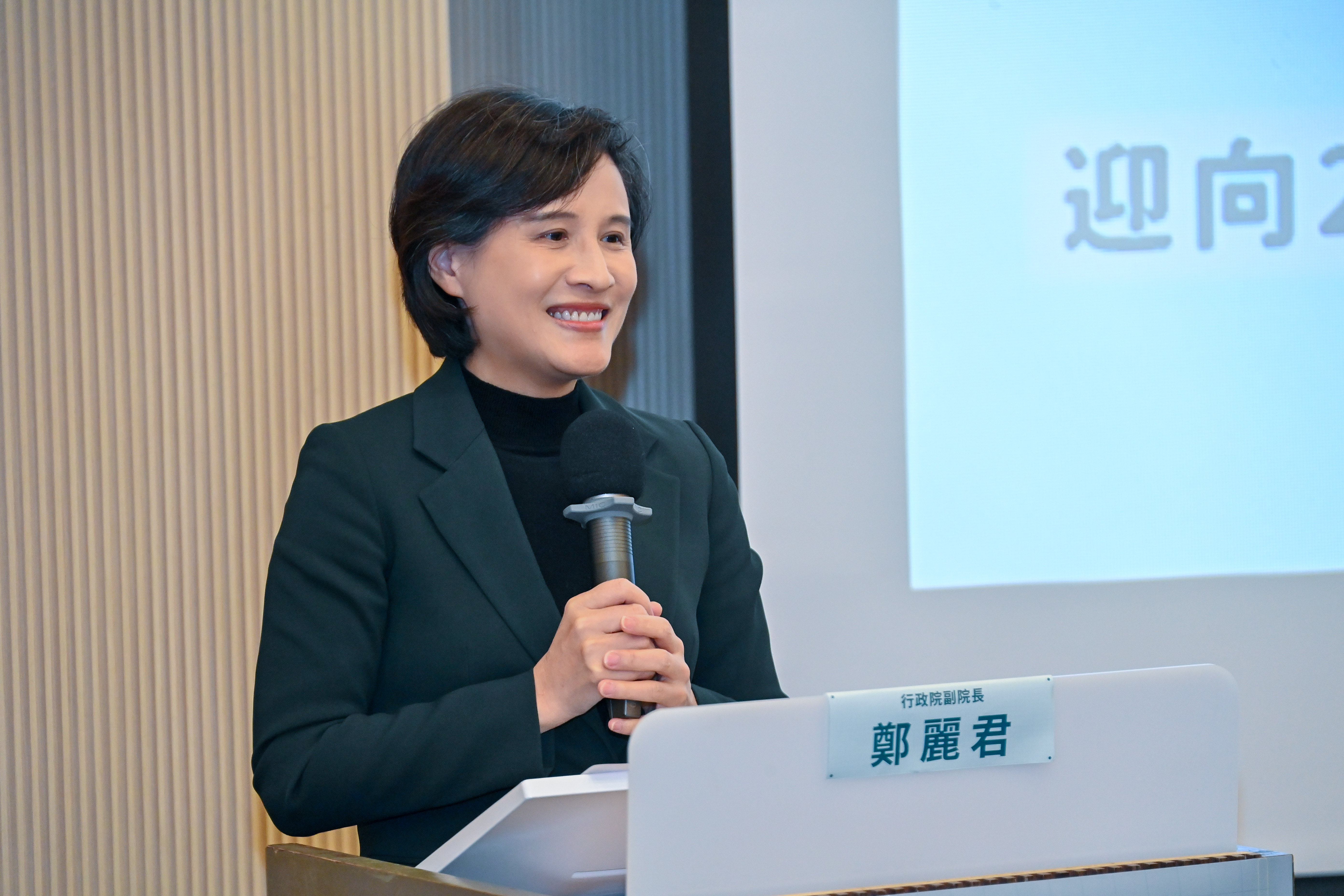
行政院副院長任內

2024年2月19日，總統府公佈「接、卸任總統交接小組名單」，選戰期間擔任賴清德競選辦公室國政顧問召集人的鄭麗君入列交接小組，輿論一度猜測其可能成為中華民國歷史上第一位女性閣揆。4月10日，總統當選人賴清德宣佈第一波內閣人事名單，由卓榮泰擔任行政院院長、鄭麗君為行政院副院長。

## 選舉紀錄
| 年度 | 選舉屆數           | 選舉區                                 | 所屬政黨   | 得票數    | 得票率 | 當選標記 | 備註 |
| ---- | ------------------ | -------------------------------------- | ---------- | --------- | ------ | -------- | ---- |
| 2012 | 第八屆立法委員選舉 | 全國不分區及僑居國外國民立法委員選舉區 | 民主進步黨 | 4,556,424 | 34.62% |          |      |
| 2016 | 第九屆立法委員選舉 | 全國不分區及僑居國外國民立法委員選舉區 | 民主進步黨 | 5,370,953 | 44.06% |          |      |

## 個人生活
2010年11月29日，鄭麗君與電子元件公司業主沈學榮結婚。2014年，鄭麗君生下一子。
2012年，監察院公布第41期「廉政專刊」，在財產申報的部份，鄭麗君夫婦名下存款達1億7,483萬餘元、債權2億8,926萬餘元、股票1億7,005萬元，事業投資也有1億5,630萬元，總財產超過7億元。
2016年10月，新政府內閣閣員首度財產申報，其中以文化部長鄭麗君的資產最為豐厚。
鄭麗君最喜歡的哲學家是卡尔·马克思，最喜歡的書是《共产党宣言》，並自稱「民進黨裡的左派」。

## 外部連結
- 我在Cafe Philo——鄭麗君個人部落格
- 財團法人青平台基金會 （页面存档备份，存于）
- 中華民國文化部-首長專區——鄭麗君簡介
- 立法院 -鄭麗君委員簡介 （页面存档备份，存于）
- 鄭麗君的Facebook專頁
- YouTube上的鄭麗君頻道

| 中華民國政府職務 | 中華民國政府職務                                                   | 中華民國政府職務                   |
| ---------------- | ------------------------------------------------------------------ | ---------------------------------- |
| 行政院           |                                                                    |                                    |
| 前任： 鄭文燦    | 行政院副院長 第四十任 2024年5月20日－                              | 現任                               |
| 前任： 洪孟啟    | 文化部部長 第三任 2016年5月20日－2020年5月20日                     | 繼任： 李永得                      |
| 前任： 林芳玫    | 行政院青年輔導委員會主任委員 第十四任 2004年5月20日－2008年2月22日 | 繼任： 陳聰勝（代理） 正任：林岱樺 |